# Diadegma aestivale
Diadegma aestivale là một loài tò vò trong họ Ichneumonidae.